# 弗洛里蒙-戈米耶
弗洛里蒙-戈米耶（法語：Florimont-Gaumier，法語發音：[flɔʁimɔ̃ ɡomje]）是法国多尔多涅省的一个市镇，属于萨拉拉卡内达区。该市镇于1827年由原市镇弗洛里蒙（Florimont）和戈米耶（Gaumier）合并而成。

## 地理
弗洛里蒙-戈米耶（44°41'57"N, 1°14'22"E）面积9.05 平方千米，位于法国新阿基坦大区多爾多涅省，该省份为法国西南部内陆省份，是法國本土面积第三大的省，大致对应佩里戈尔地区，北起顺时针与夏朗德省、上维埃纳省、科雷兹省、洛特省、洛特-加龙省、吉倫特省和滨海夏朗德省接壤。
与弗洛里蒙-戈米耶接壤的市镇（或旧市镇、城区）包括：圣马夏尔德纳比拉、布济克、康帕尼亚克-莱凯尔西、萨尔维亚克、圣欧班德纳比拉。

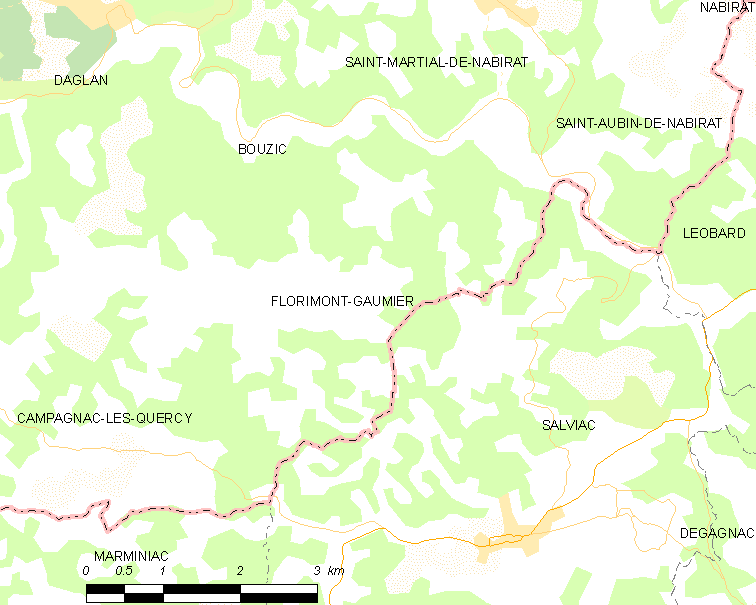
弗洛里蒙-戈米耶的OSM定位图

弗洛里蒙-戈米耶的时区为UTC+01:00、UTC+02:00（夏令时）。

## 行政
弗洛里蒙-戈米耶的邮政编码为24250，INSEE市镇编码为24184。

## 政治
弗洛里蒙-戈米耶所属的省级选区为多尔多涅河谷县。

## 人口

1962-2008年间弗洛里蒙-戈米耶人口变化图示

弗洛里蒙-戈米耶于2022年1月1日时的人口数量为163人。